# Guillermo Stábile
Guillermo Stábile (n. 17 ianuarie 1905, Buenos Aires, Argentina – d. 26 decembrie 1966, Buenos Aires, Argentina) a fost un fotbalist și antrenor argentinian, care a jucat pe postul de atacant. La nivel de club, Stábile a câștigat două campionate naționale cu Huracán și a jucat în Italia și Franța. A fost golgheterul primului Campionat Mondial din 1930. În calitate de manager, el a condus Argentina la victorie câștigând șase Copa América și clubul suburban Buenos Aires Racing Club la trei titluri de ligă.